# Olympe de Gouges
Olympe de Gouges /ɔlɛ̃p də ɡuʒ/ (Montauban, Francia, 7 de mayo de 1748-París, 3 de noviembre de 1793) es el seudónimo de Marie Gouze, escritora, dramaturga, panfletista y filósofa política francesa, escribió la Declaración de los Derechos de la Mujer y de la Ciudadana en 1791. Como otras feministas de su época, militó a favor de la abolición de la esclavitud. Detenida por su defensa de los girondinos fue juzgada sumariamente y murió guillotinada.

## Biografía
Nació como Marie Gouze en una familia burguesa de Montauban. Su madre procedía de una familia de comerciantes de telas. La identidad de su padre es ambigua. Su padre pudo haber sido el marido de su madre, Pierre Gouze, o pudo haber sido la hija ilegítima de Jean-Jacques Lefranc, marqués de Pompignan. Marie Gouze alentó rumores de que Pompignan era su padre, y su relación se considera plausible pero «históricamente inverificable». Otros rumores en el siglo XVIII también sugirieron que su padre podría ser Luis XV, pero esta identificación no se considera creíble. Este hecho, según María José Guerra Palmero, le llevó a Marie a reivindicar los derechos de los "hijos naturales", una idea de reforma social y de pensamiento avanzado para su época.
Se casó en 1765 con un hombre mayor, quedando al cabo de un tiempo viuda y con un hijo, Pierre Aubry. Muy decepcionada por el matrimonio en general, que calificó de "tumba de la confianza y del amor", se negó a volver a casarse. A principios de 1770, se trasladó a París donde se preocupó de que su hijo recibiera una muy buena educación. Llevaba una existencia burguesa, y frecuentaba los salones literarios parisinos donde conoció a la élite intelectual del siglo de oro francés. En 1774, su nombre figuraba en el Almanaque de París, el "Quién es quién" de la época. Emprendió entonces una carrera literaria al igual que su padrino, el poeta Jean-Jacques Lefranc de Pompignan. Empezó a firmar con el nombre de Marie-Olympe u Olympe, segundo nombre de su madre, añadiendo la preposición «de» a su apellido oficial Gouze.
Escribió varias obras de teatro y montó una compañía teatral itinerante que recorría la región de París, sin que sus ingresos le permitieran mantenerse. Pero rápidamente sus obras empezaron a ser representadas en teatros de toda Francia. Su obra más conocida, La esclavitud de los negros (L’esclavage des noirs), fue publicada en 1792, pero fue inscrita en el repertorio de la Comédie-Française en 1785 bajo el título de Zamore y Mirza, o el feliz naufragio (Zamore et Mirza, ou l’heureux naufrage). Esta obra atrevida pretendía llamar la atención sobre la condición de los esclavos negros, pero Olympe tuvo que enfrentarse con la desaprobación de los actores de la Comédie Française. Esta dependía económicamente de la Corte de Versalles donde muchas familias nobles se habían enriquecido con la trata de esclavos. Por otro lado, el comercio con las colonias de ultramar representaba entonces el 50% del comercio exterior del país. Olympe fue encarcelada en la Bastilla por medio de una lettre de cachet, pero fue liberada al poco tiempo gracias a la intervención de sus amigos.
Con la Revolución, su obra pudo por fin ser representada en la Comédie Française. A pesar de las presiones y amenazas del lobby colonial, todavía muy influyente, Olympe de Gouges mantuvo una intensa actividad a favor de la abolición de la esclavitud. En 1788 publicó el ensayo Réflexions sur les hommes nègres (Reflexiones sobre los hombres negros) que le abrió las puertas del "Club des amis des noirs" (Club de los amigos de los negros) del que fue miembro. En 1790 escribió otra obra sobre el mismo tema, Le marché des Noirs (El mercado de los negros). Los principales dirigentes del movimiento abolicionista, el abate Grégoire y el diputado girondino Brissot, dejaron constancia en sus escritos de la admiración que sentían por Olympe de Gouges.
En 1788, el Periódico general de Francia publicó dos de sus folletos políticos, tratando uno de ellos de su proyecto de impuesto patriótico que desarrollará más tarde en su famosa Carta al pueblo (Lettre au Peuple). El segundo dibujaba un amplio programa de reformas sociales. Estos escritos fueron seguidos de folletos que dirigía periódicamente a los representantes de las tres primeras legislaturas de la Revolución, a los clubes patrióticos y a diversas personalidades como Mirabeau, La Fayette y Necker a los que admiraba. Se calcula que fueron cerca de 30 panfletos. Fundó varias sociedades fraternas para ambos sexos.
En 1791 escribió su famosa Declaración de los Derechos de la Mujer y la Ciudadana que comenzaba con las siguientes palabras:

Hombre, ¿eres capaz de ser justo? Una mujer te hace esta pregunta.

En la línea de Montesquieu, defendió la separación de poderes. Apoyó en un principio la monarquía constitucional, pero se adhirió rápidamente a la causa republicana y se opuso a la condena a muerte de Luis XVI en 1793. Tomó partido por los girondinos y advirtió sobre los riesgos de dictadura criticando duramente la política de Robespierre y Marat. Denunció también la creación del Comité de Salvación Pública.
Su defensa de los girondinos, después de que estos fueran eliminados de la escena política en junio de 1793, le valió ser detenida en agosto de 1793 bajo la acusación de ser la autora de un panfleto a favor de estos. Enferma por culpa de una herida que se había infectado, fue transferida a una enfermería carcelaria. Para que su detención le fuera más soportable, empeñó sus joyas en el monte de piedad consiguiendo así que se la trasladara a una pensión burguesa donde se recluía a los detenidos enfermos de la alta sociedad. Olympe de Gouges reclamó sin descanso que se la juzgara para poder defenderse de las acusaciones que pesaban sobre ella, y evitar así el expeditivo tribunal revolucionario. Con este fin, compuso dos panfletos que logró sacar de su lugar de reclusión y que tuvieron una amplia difusión, "Olympe de Gouges en el Tribunal revolucionario" y "Una patriota perseguida". Fueron sus últimos textos.
La autora fue duramente criticada por sus contemporáneos, nadie se lo puso fácil. A pesar de su pensamiento moderado y girondino, fue tachada en numerosas ocasiones de “fanática”, “insensata” o incluso “vendida del gobierno”. Algunos decían que no sabía ni leer ni escribir. Los autores del “Pequeño almanaque de las grandes mujeres” dudaban de su capacidad para componer en 24 horas un escrito de cualquier asunto, y Lairtullier define su vida literaria como “una serie de disgustos y contratiempos, mezclados con cortísimos instantes de gloria.
Olympe pasó un período de tres meses en la cárcel de Saint-Germain des Près, donde enfermó y resistió en muy malas condiciones. Incluso presa continuó su actividad política, emitiendo folletos al exterior. Tras ello, la trasladaron a la Conciergerie el día de su juicio, donde ni siquiera tuvo un abogado.
Ahí es donde fue condenada a subir al cadalso por pretender ser “hombre de Estado”, atentar contra la República y renegar de su propio sexo.
El 2 de noviembre de 1793, 48 horas después de que fueran ejecutados sus amigos girondinos, Olympe fue llevada ante el tribunal revolucionario sin poder disponer de abogado. Se defendió con valor e inteligencia en un juicio sumario que la condenó a muerte por haber defendido un estado federado, de acuerdo con los principios girondinos. Fue guillotinada al día siguiente, el 3 de noviembre de 1793. Según la declaración de un inspector de la policía y el periódico contrarrevolucionario Le Journal del editor Perlet, Olympe de Gouges subió al cadalso con valor y dignidad, aunque el hijo del verdugo, Henri Sanson, y otros testimonios que recogió el historiador Jules Michelet afirman lo contrario.
El único hijo de Olympe de Gouges, Pierre Aubry, renegó de ella públicamente poco después de su ejecución, por temor a ser detenido.

## El pensamiento de Olympe de Gouges

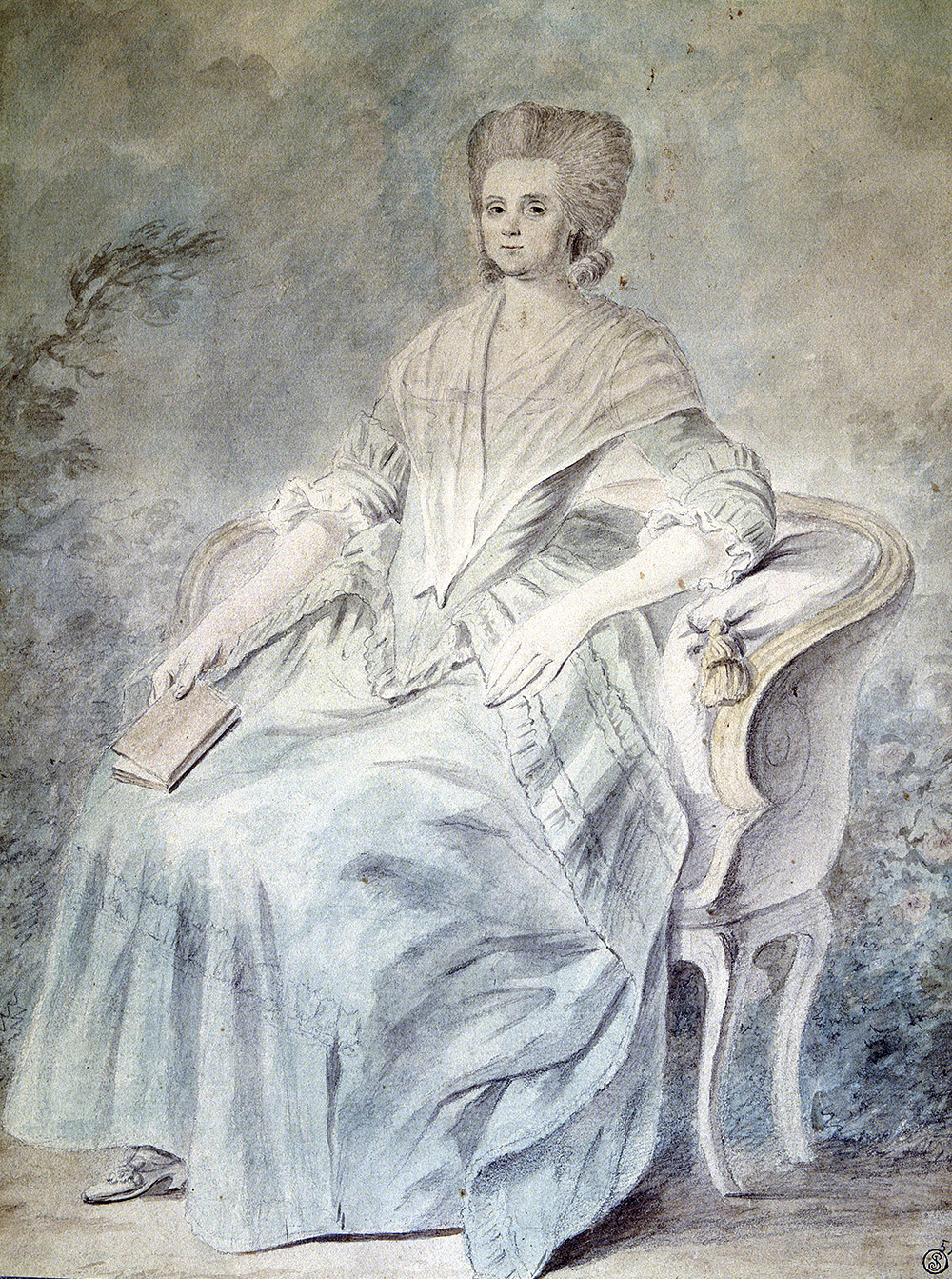
Olympe de Gouges en 1793.

Sus trabajos fueron profundamente revolucionarios. Defendió la igualdad entre el hombre y la mujer en todos los aspectos de la vida pública y privada, incluyendo la igualdad con el hombre en el derecho a voto, en el acceso al trabajo público, a hablar en público de temas políticos, a acceder a la vida política, a poseer y controlar propiedades, a formar parte del ejército; incluso a la igualdad fiscal así como el derecho a la educación y a la igualdad de poder en el ámbito familiar y eclesiástico. Olympe de Gouges escribió:

Si la mujer puede subir al cadalso, también se le debería reconocer el derecho de poder subir a la Tribuna.

Se dirigió a la reina María Antonieta para que protegiera "su sexo", que decía desgraciado, y redactó la Declaración de los Derechos de la Mujer y de la Ciudadana, calcada sobre la Declaración de Derechos del Hombre y del Ciudadano de 1789, en la cual afirmaba la igualdad de los derechos de ambos sexos. 
Asimismo realizó planteamientos sobre la supresión del matrimonio y la instauración del divorcio, la idea de un contrato anual renovable firmado entre concubinos y militó por el reconocimiento paterno de los niños nacidos fuera de matrimonio. 
Fue también una precursora de la protección de la infancia y de los desfavorecidos, al concebir en grandes líneas, un sistema de protección materno-infantil (creación de maternidades) y recomendar la creación de talleres nacionales para los parados y de hogares para mendigos.

### Vínculos con la masonería
También estuvo vinculada con logias masónicas; entre ellas, la Logia de las Nueve Hermanas, creada por su amigo Michel de Cubières.[cita requerida]

## Artículos de la Declaración de los derechos de la mujer y la ciudadana
Sin duda, la obra de carácter político-social que tuvo más repercusión dentro de la sociedad francesa y la que va a influir posteriormente sobre otras autoras que abogan por una igualdad entre el hombre y la mujer es La Declaración de los derechos de la mujer y la ciudadana. Con esta declaración, Olympe de Gouges pretendía buscar la libertad, la igualdad y el derecho a votación por parte de las mujeres, ya que éste era un derecho que tenían exclusivamente los hombres desde hacía años y que las mujeres no poseían.
Esta obra podemos situarla en el marco cronológico de la Francia del siglo XVIII, es decir, la obra fue elaborada en plena Revolución francesa, en donde dentro de la sociedad francesa se podían percibir grandes diferencias entre hombres y mujeres. Este pensamiento se debe, en parte, a la influencia que tuvo el pensamiento rousseauniano sobre la población francesa. El propio Rousseau consideraba que los roles genéricos estaban determinados por las relaciones naturales. Principalmente, el autor considera que el papel de la mujer dentro de la sociedad era el de agradar al hombre, por tanto, el único lugar que le atribuye a la mujer dentro de la sociedad francesa era en su casa y, dentro de ésta, su marido ejercería un dominio sobre la mujer. En resumen, considera que el papel principal de la mujer es cuidar el hogar y a sus hijos, actuando así en una posición sumisa frente a su marido. Por último, hay que añadir que Rousseau consideraba a la mujer como un camino de perdición para los hombres por ser una fuente de tentaciones y vicios.
El pensamiento de Rosseau acerca de la mujer lo vemos reforzado en el libro La Ilustración olvidada y en La reivindicación de la mujer de Olympe de Gouges a Flora Tristán en donde se usa una fuente directa de la época: la Enciclopedia. En ella, se puede ver los mismos pensamientos de Rousseau y el apoyo a éstos, además se añade la idea de que el hombre casado tiene la autoridad de su mujer e hijos debido a que posee una mayor fuerza física y una mayor inteligencia. Por lo tanto, la mujer solo debería de preocuparse por su aspecto físico, es decir, por su belleza, por mostrar sus sentimientos y por ser una mujer refinada.
La Declaración de los derechos de la mujer y la ciudadana fue publicada en el año 1791 con el objetivo de que fuese decretada por la Asamblea Nacional Constituyente.
Olympe de Gouges redactó una adaptación de la Declaración de los Derechos del Hombre y del Ciudadano cambiando en muchos casos la palabra hombre por mujer, y en otros artículos resaltando el predominio del hombre sobre la mujer. 
I - La mujer nace libre y permanece igual al hombre en derechos. Las distinciones sociales solo pueden estar fundadas en la utilidad común.
II - El objetivo de toda asociación política es la conservación de los derechos naturales e imprescriptibles de la Mujer y del Hombre; estos derechos son la libertad, la propiedad, la seguridad y, sobre todo, la resistencia a la opresión.
III - El principio de toda soberanía reside esencialmente en la Nación que no es más que la reunión de la Mujer y el Hombre: ningún cuerpo, ningún individuo, puede ejercer autoridad que no emane de ellos.
IV - La libertad y la justicia consisten en devolver todo lo que pertenece a los otros; así, el ejercicio de los derechos naturales de la mujer solo tiene por límites la tiranía perpetua que el hombre le opone; estos límites deben ser corregidos por las leyes de la naturaleza y de la razón.
V - Las leyes de la naturaleza y de la razón prohíben todas las acciones perjudiciales para la Sociedad: todo lo que no esté prohibido por estas leyes, prudentes y divinas, no puede ser impedido y nadie puede ser obligado a hacer lo que ellas no ordenan.
VI - La ley debe ser la expresión de la voluntad general; todas las Ciudadanas y Ciudadanos deben participar en su formación personalmente o por medio de sus representantes. Debe ser la misma para todos; todas las ciudadanas y todos los ciudadanos, por ser iguales a sus ojos, deben ser igualmente admisibles a todas las dignidades, puestos y empleos públicos, según sus capacidades y sin más distinción que la de sus virtudes y sus talentos.
VII - Ninguna mujer se halla eximida de ser acusada, detenida y encarcelada en los casos determinados por la Ley. Las mujeres obedecen como los hombres a esta Ley rigurosa.
VIII - La Ley solo debe establecer penas estrictas y evidentemente necesarias y nadie puede ser castigado más que en virtud de una Ley establecida y promulgada anteriormente al delito y legalmente aplicada a las mujeres.
IX - Sobre toda mujer que haya sido declarada culpable caerá todo el rigor de la Ley.
X - Nadie debe ser molestado por sus opiniones incluso fundamentales; si la mujer tiene el derecho de subir al cadalso, debe tener también igualmente el de subir a la Tribuna con tal que sus manifestaciones no alteren el orden público establecido por la Ley.
XI - La libre comunicación de los pensamientos y de las opiniones es uno de los derechos más preciosos de la mujer, puesto que esta libertad asegura la legitimidad de los padres con relación a los hijos. Toda ciudadana puede, pues, decir libremente, soy madre de un hijo que os pertenece, sin que un prejuicio bárbaro la fuerce a disimular la verdad; con la salvedad de responder por el abuso de esta libertad en los casos determinados por la Ley.
XII - La garantía de los derechos de la mujer y de la ciudadana implica una utilidad mayor; esta garantía debe ser instituida para ventaja de todos y no para utilidad particular de aquellas a quienes es confiada.
XIII - Para el mantenimiento de la fuerza pública y para los gastos de administración, las contribuciones de la mujer y del hombre son las mismas; ella participa en todas las prestaciones personales, en todas las tareas penosas, por lo tanto, debe participar en la distribución de los puestos, empleos, cargos, dignidades y otras actividades.
XIV - Las Ciudadanas y Ciudadanos tienen el derecho de comprobar, por sí mismos o por medio de sus representantes, la necesidad de la contribución pública. Las Ciudadanas únicamente pueden aprobarla si se admite un reparto igual, no solo en la fortuna sino también en la administración pública, y si determinan la cuota, la base tributaria, la recaudación y la duración del impuesto.
XV - La masa de las mujeres, agrupada con la de los hombres para la contribución, tiene el derecho de pedir cuentas de su administración a todo agente público.
XVI - Toda sociedad en la que la garantía de los derechos no esté asegurada, ni la separación de los poderes determinada, no tiene constitución; la constitución es nula si la mayoría de los individuos que componen la Nación no ha cooperado en su redacción. En este artículo, Olympe de Gouges justifica la necesidad de que las mujeres participen en la elaboración de las leyes porque considera que la Constitución no sirve de nada si gran parte de la Nación no participa en la elaboración de la misma.
XVII - Las propiedades pertenecen a todos los sexos reunidos o separados; son, para cada uno, un derecho inviolable y sagrado; nadie puede ser privado de ella como verdadero patrimonio de la naturaleza a no ser que la necesidad pública, legalmente constatada, lo exija de manera evidente y bajo la condición de una justa y previa indemnización.
En la parte final de La Declaración de los derechos de la mujer y la ciudadana, concretamente en el epílogo, Olympe de Gouges lleva a cabo una reflexión y un llamamiento en el que pide que las mujeres despierten y defiendan sus derechos, ya que les fueron arrebatados por los hombres. También dice que la revolución ha sido en vano, puesto que continúan con las mismas diferenciaciones, y afirma que las únicas personas que se han beneficiado con dicha revolución han sido los hombres, puesto que fueron ayudados por las mujeres en dicho proceso, pero cuando las mujeres necesitaron de su ayuda éstos no se la dieron, por lo que es necesario que las mujeres se impongan y luchen por sus propios derechos, ya que nadie lo va a hacer por ellas.

## Legado
En vida, Olympe de Gouges tuvo que enfrentarse con la misoginia habitual de la época, y fue desacreditada por la incomprensión de sus ideas por parte de muchos de sus contemporáneos. Su obra cayó en el olvido, mientras el desconocimiento y mala interpretación de sus escritos contribuyó a convertirla en objeto de desprecio y burla a lo largo del siglo XIX, donde gran parte de la intelectualidad francesa rechazaba frontalmente la idea de que una mujer hubiera sido ideóloga revolucionaria. Se dijo de Olympe de Gouges que apenas sabía leer y escribir, se sospechó de la autoría de sus obras y se dudó de su capacidad intelectual hasta llegar a cuestionar sus facultades mentales.

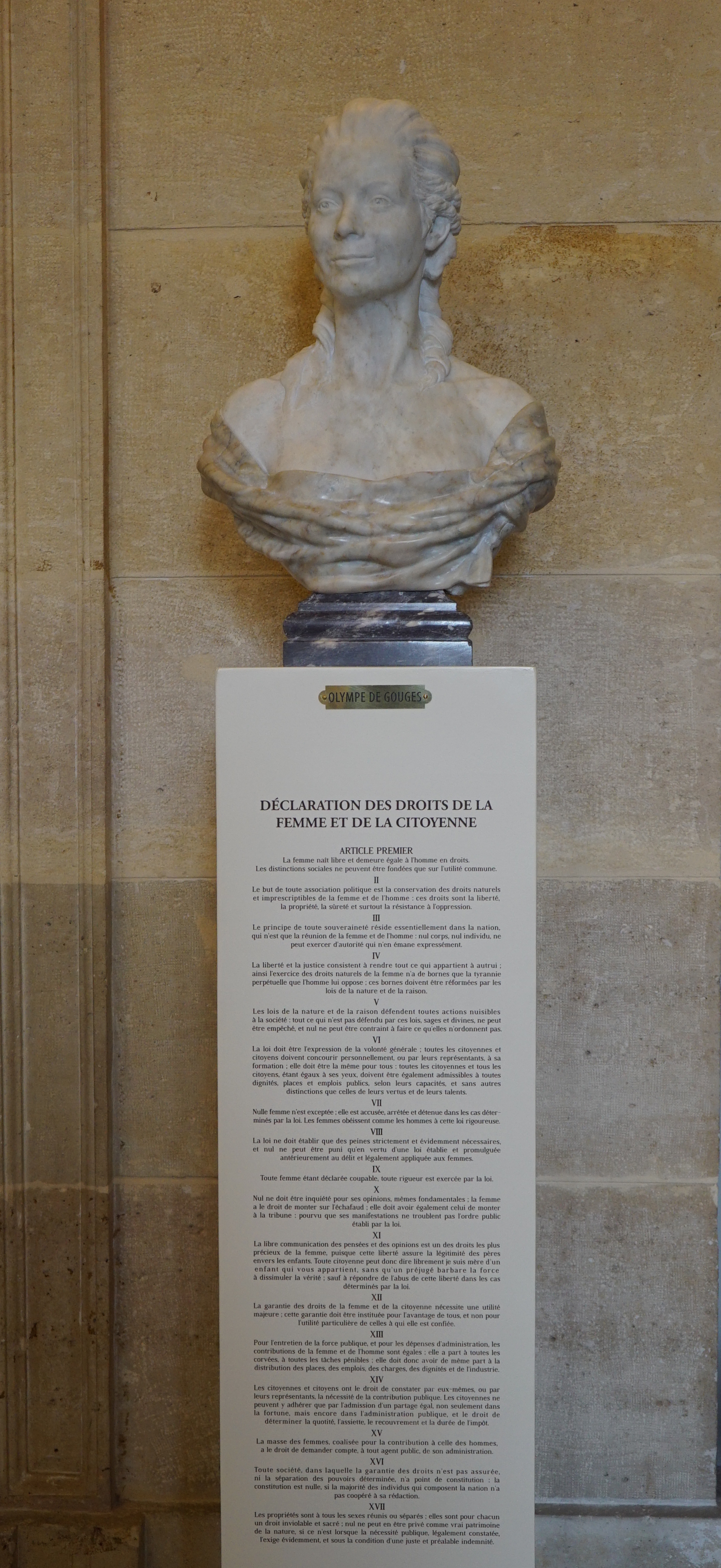
Olympe de Gouges, busto en la Asamblea Nacional de Francia

Hubo que esperar hasta el final de la Segunda Guerra Mundial, para que Olympe de Gouges saliera del terreno de la caricatura y la anécdota pseudo histórica, y se convirtiera en una de las grandes figuras humanistas de Francia al final del siglo XVIII. Fue objeto de estudio en Estados Unidos, Alemania y Japón. En Francia, después de la publicación en 1981 de su biografía por Olivier Blanc, que investigó su vida a partir de documentos originales de la época, los actos del bicentenario de la Revolución francesa en 1989 rindieron homenaje a la obra de Olympe de Gouges. Desde entonces, se han representado varias de sus obras de teatro y sus escritos fueron reeditados.
En 1989, a propuesta de la historiadora Catherine Marand-Fouquet, varias peticiones fueron dirigidas al entonces presidente de la República Jacques Chirac para que el nombre de Olympe de Gouges figurase en el Panteón de París. El presidente, asesorado por el historiador Alain Decaux, descartó la idea.
Varios municipios franceses han querido rendir homenaje a Olympe de Gouges, dando su nombre a colegios, institutos, plazas y calles. En Montauban, su ciudad natal, el teatro municipal lleva su nombre desde 2006. En el distrito XI de París, una sala de espectáculos situada en el emplazamiento de la antigua cárcel de mujeres de La Roquette también lleva su nombre. El 8 de marzo de 2007, una sala del Hotel de Beauvau, sede del Ministerio del Interior francés, le ha sido dedicada.
El 19 de septiembre de 2005 se estrenó en el Teatro Empire de Buenos Aires Olimpia de Gouges o la pasión de existir, obra de Margarita Borja y Diana Raznovich, por el Instituto Universitario de Investigación Feminista y de Género de la Universidad Jaume I de Castellón.
En octubre de 2015, con motivo del 70 aniversario de la elección de las primeras mujeres diputadas, la Asamblea Nacional de Francia lanzó una convocatoria de proyectos para crear un busto de Olympe de Gouges, instalada cerca del hemiciclo de la Sala de las Cuatro Columnas.
En julio de 2017, el Gobierno del Principado de Andorra creó los Premios Olympe de Gouges, que reconocen los esfuerzos de personas físicas y jurídicas por la igualdad de género en el ámbito laboral.
La historiadora Florence Gauthier, experta en Revolución francesa, cuestiona la imagen de Olympe de Gouges desde la lectura de Joan Scott. Critica Gauthier, que Olympe se está convirtiendo en un mito que confunde su figura histórica y su contexto. Según Gauthier, Olympe defendía posiciones girondinas de forma activa, tales como el sufragio censitario y una "aristocracia de los ricos" en oposición a la democracia, de hecho se oponía a la extensión de los derechos a los esclavos de las colonias, para los cuales defendía una "suavización" de sus condiciones. Así mismo, defiende que la democracia de los jacobinos no excluía a las mujeres, que estas "votaban en las asambleas aldeanas y urbanas en la Edad Media" y que "numerosas mujeres eran cabezas de familia y participaban por derecho en las elecciones de las asambeas primarias del Tercer Estado".

## Obras

### Teatro
- Le mariage inattendu de Chérubin, Sevilla y París, Cailleau, 1786.
- L’Homme généreux, París, Knapen et fils, 1786.
- Le Philosophe corrigé ou le cocu supposé, París, 1787.
- Zamore et Mirza, ou l’heureux naufrage, 1788.
- Molière chez Ninon, ou le siècle des grands hommes, 1788.
- Bienfaisance, ou la bonne mère suivi de La bienfaisance récompensée, 1788.
- Œuvres de Madame de Gouges, dedicado al duque de Orléans, 2 volúmenes, París, Cailleau, 1788 (recopilación de sus primeras obras editadas).
- Œuvres de Madame de Gouges, dedicado al príncipe de Condé, 1 volumen, París, Cailleau, 1788.
- Le Marché des Noirs, manuscrito depositado y leído en la Comédie Française (1790).
- Le nouveau Tartuffe, ou l’école des jeunes gens, manuscrito depositado y leído en la Comédie Française (1790)
- Les Démocrates et les aristocrates, ou les curieux du champ de Mars, (1790)
- La Nécessité du divorce, manuscrito conservado en la Biblioteca Nacional Francesa, (1790)
- Le Couvent, ou les vœux forcés, París, veuve Duchesne, veuve Bailly, (1790)
- Mirabeau aux Champs Élysées, París, Garnery, (1791)
- L’Esclavage des Noirs, ou l’heureux naufrage, París, veuve Duchesne, veuve Bailly, 1792. Texto en línea
- La France sauvée, ou le tyran détrôné, manuscrito, (1792)
- L’Entrée de Dumouriez à Bruxelles, ou les vivandiers, (1793)

### Escritos políticos
Se trata de folletos, carteles, artículos...
- Lettre au Peuple ou projet d’une caisse patriotique, par une citoyenne, septiembre de 1788.
- Remarques patriotiques par la Citoyenne auteur de la Lettre au peuple, París, diciembre de 1788.
- Le bonheur primitif de l’homme, ou les rêveries patriotique, Ámsterdam y París, Royer, 1789.
- Dialogue allégorique entre la France et la Vérité', dédié aux États Généraux, abril de 1789.
- Le cri du sage, par une femme, París, mayo de 1789.
- Avis pressant, ou Réponse à mes calomniateurs, París, mayo de 1789.
- Pour sauver la patrie, il faut respecter les trois ordres, c’est le seul moyen de conciliation qui nous reste, París, junio de 1789.
- Mes vœux sont remplis, ou Le don patriotique, par Madame de Gouges, dédié aux États généraux, París, junio de 1789.
- Discours de l’aveugle aux Français, par Madame de Gouges, París, 24 de junio de 1789.
- Lettre à Monseigneur le duc d’Orléans, premier prince du sang, París, julio de 1789.
- Séance royale. Motion de Mgr le duc d’Orléans, ou Les songes patriotiques, dédié à Mgr le duc d’Orléans, par Madame de Gouges, 11 de julio de 1789.
- L’ordre national, ou le comte d’Artois inspiré par Mentor, dédié aux États généraux, París, julio-agosto de 1789.
- Lettre aux représentants de la Nation, París, L. Jorry, septiembre de 1789.
- Action héroïque d’une Française, ou la France sauvée par les femmes, par Mme de G..., París, 10 de septiembre de 1789.
- Le contre-poison, avis aux citoyens de Versailles, París, octubre de 1789.
- Lettre aux rédacteurs de la Chronique de Paris, 20 de diciembre de 1789.
- Réponse au Champion américain, ou Colon très aisé à connaître, París, 18 de enero de 1790.
- Lettre aux littérateurs français, par Madame de Gouges, París, febrero de 1790.
- Les Comédiens démasqués, ou Madame de Gouges ruinée par la Comédie française pour se faire jouer, París, 1790.
- Départ de M. Necker et de Mme de Gouges, ou Les adieux de Mme de Gouges aux Français, París, 24 de abril de 1790.
- Projet sur la formation d’un tribunal populaire et suprême en matière criminelle, présenté par Mme de Gouges le 26 mai 1790 à l’Assemblée nationale, París, Patriote français, 1790.
- Bouquet national dédié à Henri IV, pour sa fête, París, julio de 1790.
- Œuvres de Madame de Gouges, París, 1790 (recopilación de sus escritos políticos de 1788 à 1790).
- Le Tombeau de Mirabeau, abril de 1791.
- Adresse au roi, adresse à la reine, adresse au prince de Condé, Observations à M. Duveyrier sur sa fameuse ambassade, par Mme de Gouges, París, mayo de 1791.
- Sera-t-il roi ne le sera-t-il pas ?, par Madame de Gouges, París, junio de 1791.
- Observations sur les étrangers, julio de 1791.
- Repentir de Madame de Gouges, París, lunes 5 de septiembre de 1791.
- Les droits de la femme. À la reine, Déclaration des droits de la femme et de la citoyenne, septiembre de 1791.
- le Prince philosophe, París, Briand, 1792 (cuento oriental).
- Le Bon Sens du Français, 17 de febrero de 1792.
- Lettre aux rédacteurs du Thermomètre du Jour, 1 de marzo de 1792.
- L’Esprit français ou problème à résoudre sur le labyrinthe de divers complots, par madame de Gouges, París, veuve Duchesne, 22 de marzo de 1792.
- Le Bon Sens français, ou L’apologie des vrais nobles, dédié aux Jacobins, París, 15 de abril de 1792.
- Grande éclipse du soleil jacobiniste et de la lune feuillantine, pour la fin d’avril ou dans le courant du mois de mai, par la LIBERTE, l’an IV de son nom, dédié à la Terre, abril de 1792.
- Lettre aux Français, abril de 1792.
- Lettres à la reine, aux généraux de l’armée, aux amis de la constitution et aux Française citoyennes. Description de la fête du 3 juin, par Marie-Olympe de Gouges, París, société typographique aux Jacobins Saint-Honoré, junio de 1792.
- Œuvres de Madame de Gouges, 2 volúmenes, París, veuve Duchesne (textos y teatro político de 1791 y 1792).
- Pacte national par marie-Olympe de Gouges, adressé à l’Assemblée nationale, 5 de julio de 1792.
- Lettre au Moniteur sur la mort de Gouvion, 15 de julio de 1792.
- Aux Fédérés, 22 de julio de 1792.
- Le Cri de l’innocence, septiembre de 1792.
- La Fierté de l’innocence, ou le Silence du véritable patriotisme, par Marie-Olympe de Gouges, septiembre de 1792.
- Les Fantômes de l’opinion publique. L’esprit qu’on veut avoir gâte celui qu’on a, París, octubre de 1792.
- Réponse à la justification de Maximilien Robespierre, adressé à Jérôme Pétion, par Olympe de Gouges, noviembre de 1792.
- Pronostic sur Maximilien Robespierre, par un animal amphibie, 5 de noviembre de 1792.
- Correspondance de la Cour. Compte moral rendu et dernier mot à mes chers amis, par Olympe de Gouges, à la Convention nationale et au peuple, sur une dénonciation faite contre son civisme aux Jacobins par le sieur Bourdon, París, noviembre de 1792.
- Mon dernier mot à mes chers amis, diciembre de 1792.
- Olympe de Gouges défenseur officieux de Louis Capet, de la imprenta de Valade hijo mayor, rue Jean-Jacques Rousseau, París, 16 de diciembre de 1792.
- Adresse au don Quichotte du Nord, par Marie-Olympe de Gouges, París, Imprimerie nationale, 1792.
- Arrêt de mort que présente Olympe de Gouges contre Louis Capet, París, 18 de enero de 1793.
- Complots dévoilés des sociétaires du prétendu théâtre de la République, París, enero de 1793.
- Olympe de Gouges à Dumouriez, général des armées de la République française, París, 22 de enero de 1793.
- Avis pressant à la Convention, par une vraie républicaine, París, 20 de marzo de 1793.
- Testament politique d’Olympe de Gouges, 4 de junio de 1793.
- Œuvres de Madame de Gouges, 2 volumes, París, 1793 (escritos políticos de 1792 y 1793).
- Les Trois Urnes, par un voyageur aérien, 19 de julio de 1793.
- Une patriote persécutée, à la Convention nationale, agosto de 1793
- Olympe de Gouges au Tribunal révolutionnaire, 21 de septiembre de 1793

### Reediciones de las obras de Olympe de Gouges
- Olympe de Gouges, Écrits politiques, presentado por Olivier Blanc, vol. I (1789-1791), vol. II (1792-1793), París, Côté Femmes Éditions, 2003.
- Olympe de Gouges, Théâtre Politique, prologado por Gisela Thiele-Knobloch, París, Côté Femmes Éditions, 2 vol., 1991: ISBN 2-907883-34-8, y 1993: ISBN 2-907883-59-3.
- Olympe de Gouges, Théâtre, presentado por Félix-Marcel Castan, Montauban, éditions Cocagne.
- Olympe de Gouges, Déclaration des droits de la femme et de la citoyenne, éd. Mille et une nuits, París, ISBN 2-84205-746-5.
- Olympe de Gouges, Camino a la guillotina. Textos políticos. Contraescritura, 2021.[33]